# 東海物産
東海物産株式会社（とうかいぶっさん、英: Tokai Trading Co., Ltd.）は、三重県四日市市高角町2997番地に本社を置く農業生産資材・環境衛生資材の専門商社である。

## 概要
農業生産資材・環境衛生資材の専門商社として生産者のニーズ、消費者の要求にお応えするべき農薬部門、農業資材部門、環境緑化部、国際部等を揃え「お客様と共に前進」をモットーするに環境対応型企業である。

## 沿革
- 昭和22年4月7日：旧伊勢薬業関係者が集まり、四日市市西日野町で、東海薬品株式会社を設立 初代社長に後藤善之助が就任
- 昭和25年1月8日：社名、東海物産株式会社に変更
- 昭和30年3月15日：取締役社長に青木長年が就任
- 昭和32年3月10日：名古屋営業所開設
- 昭和38年2月15日：松阪営業所開設
- 昭和39年5月22日：豊橋営業所開設
- 昭和45年1月6日：本社機構を名古屋に移転
- 昭和54年3月18日：代表取締役会長に青木長年が就任 代表取締役社長に青木邦夫が就任
- 昭和55年3月1日：関東出張所を千葉県八千代市に開設
- 昭和55年5月3日：青木長年会長逝去、従六位勲五等瑞宝章を受ける
- 昭和57年10月19日：後藤善之助(当時専務）、薬事功労により厚生大臣表彰を受ける
- 昭和58年1月10日：業務組織を事業部制に変更、新たに緑化事業部を新設
- 昭和60年4月1日 ：各営業所を支店に昇格 本社及び四日市支店を四日市市高角町2997番地に移転 九州出張所を福岡県久留米市に開設
- 平成1年11月1日 ：金沢支店開設・羽咋営業所開設
- 平成2年7月17日 ：静岡営業所開設
- 平成4年4月1日：国際部、特販部創設
- 平成4年11月1日：金沢支店を北陸支店に変更、松任市福留町に新築移転
- 平成7年1月1日：静岡営業所を支店に昇格
- 平成7年4月1日：浜松営業所開設
- 平成7年9月1日：静岡市所在の㈱ユーシンと合併
- 平成8年8月8日：岐阜支店を岐阜県本巣郡北方町に開設
- 平成9年4月1日：三河支店を愛知県知立市に開設
- 平成12年11月1日：(株)アセント設立
- 平成14年1月8日：九州営業所を支店に昇格
- 平成15年4月1日：四日市支店／松阪支店を統合し三重支店設立 北陸支店／羽咋営業所を統合
- 平成16年12月1日：静岡支店／浜松営業所を統合移転
- 平成17年1月1日：株式会社ニッカを統合
- 平成17年11月1日：アイチ種苗(株)をグループ化 豊橋支店／静岡支店を統合
- 平成18年11月7日：青木邦夫（当時社長）が愛知県産業功労者表彰を受ける
- 平成20年3月28日：代表取締役会長に青木邦夫が就任 代表取締役社長に青木貴行が就任
- 平成23年4月1日：出光興産株式会社と合弁会社「出光アグリ(株)」設立 特販1部、特販2部、九州支店を出光アグリ(株)へ移管
- 平成23年11月2日：青木邦夫（会長）が三重県産業功労者表彰を受ける
- 平成24年1月1日：名古屋支店／三河支店を統合
- 平成27年4月29日：青木邦夫（会長）が旭日小綬章を受章

## 事業所
- 本社：三重県四日市市
- 名古屋支店：愛知県名古屋市中村区
- 豊橋支店：愛知県豊橋市
- 三重支店：三重県四日市市
- 岐阜支店：岐阜県本巣郡北方町
- 北陸支店：石川県白山市